# 1911 Schubart
1911 Schubart (1973 UD) là một tiểu hành tinh nằm phía ngoài của vành đai chính được phát hiện ngày 25 tháng 10 năm 1973 bởi P. Wild ở Zimmerwald.